# ツエーゲン金沢 全力応援! ウシサカ!
『ツエーゲン金沢 全力応援！ ウシサカ！』（ツエーゲンかなざわ ぜんりょくおうえん ウシサカ）は2021年4月2日から北陸放送（MRO）ラジオで放送されているラジオ番組で、同局アナウンサー牛田和希の冠番組。

## 番組概要及びMROラジオツエーゲン金沢応援番組の歴史
- MROでは2013年頃から当時JFL所属していたツエーゲン金沢応援番組として『達洋・まさひこのアディショナルタイム』を放送していてツエーゲンがカテゴリーを上げていくごとに番組の認知度も上がっていき番組のピークを迎えた2019年末に当時出演していた角野達洋の翌年春に東京支社への異動および番組ディレクターとしてツエーゲンサポーターから絶大なる信頼を得ていた坐間妙子の退社等が絡み惜しまれつつ終了することになった。
- 2020年度は角野と共に出演していた大平まさひこをメインにツエーゲンを含め石川県内のプロ・アマ問わず総合的に扱うスポーツトーク番組『石川まるごと応援団 VIVA!すぽると』内でツエーゲン関係者をゲストに呼んでいたが新型コロナウイルスの感染拡大の影響もありアディショナルタイム時代に行われた選手・監督へのインタビューは殆ど行われなかった。
- 2021年4月より角野からDAZN中継の実況を引き継いだ牛田和希をメインパーソナリティとして放送時間を10分と短縮し金曜夕方に異動したが2シーズンぶりにツエーゲン金沢単独応援番組として再スタートを切ることとなった。番組開始にあたり牛田自身が「ツエーゲンの番組をつくりたい」と企画書を書いて上層部に懇願して実現に至った。[1]
- 番組開始から2022年6月まではノンスポンサーだったが7月1日放送分から8月末まで加賀市に本社を置く「有限会社中林鉄工所」がスポンサーに就いた。同年9月からは金沢市竪町にあるスポーツバー「225BAR」がスポンサー。[2]

## 放送時間
- 2021年4月2日 - 6月4日、7月9日 - 2022年3月25日 毎週金曜日 16:25 - 16:35
- 2021年6月10日 - 7月1日 毎週木曜日 16:25 - 16:35
- 2022年4月1日 - 2023年12月29日 毎週金曜日 16:20 - 16:35
- 2024年1月4日 - 毎週木曜日 16:20 - 16:35
- 2021年6月11日から金曜日に4週に渡って『ほくりくアイドル部学園特別授業個人向け国債って何!?』を放送する関係上一時的に木曜日に枠移動。
- 2022年4月1日より『おいね★どいね』の放送終了時間が5分短縮されることに伴い、本番組の開始時間が5分早まり15分に放送時間が拡大した。

### 放送休止
- 2023年5月5日は放送開始前に当日起きた『能登半島沖でマグニチュード6.5（最大震度6強）』の

地震に伴う報道特別番組放送の為番組開始以来初めて休止となった。

## 主なコーナー
牛田のモー気になる
牛田アナが気になるツエーゲン選手や以前ツエーゲンに在籍していて当該週に対戦相手と対峙する選手に自らインタビューを行うコーナー。
アディショナルタイム時代に『ツエーゲンさんいらっしゃい』内で行われていた当該週の対戦相手の地元局のアナウンサーやパーソナリティに話を聞く企画も当コーナーで復活することとなった。
コーナー開始時『ウシサカ! をお聴きの皆さん こんにちは』と挨拶するのがお決まりになっている。

## 放送リスト
放送回数カウントはあくまで通常枠（放送開始-2022年3月までは10分、2022年4月以降は15分）での放送となり2021年最終週に放送されたスペシャル版での放送はカウントしない。
太文字は以前ツエーゲン金沢トップチームに在籍したことがあり登場時点で他クラブに現役及び引退後指導者として所属している選手または関係者。
◇は以前ツエーゲン金沢トップチームに在籍したことがあり登場時点で所属先未定の選手。
〇はアカデミー出身もしくは在籍者。
◎は石川県出身。
□は星稜高校出身。
βは遊学館高校出身。
▽は松任高校出身。
＄は泉丘高校出身。
◆は金沢学院大学出身。
●は金沢工業大学出身。
■は金沢星稜大学出身。
▲は北陸大学出身及び指導者。
※はクラブ関係者。
☆はDAZN中継関係者
♪は一般人のツエーゲンサポーター
| 1      | 4月2日   | 庄司朋乃也                                               |                                                                          |
| 2      | 4月9日   | 丹羽詩温                                                 |                                                                          |
| 3      | 4月16日  | 麦島侑（新潟放送アナウンサー）                           |                                                                          |
| 4      | 4月23日  | 平井久美子（CRT栃木放送『バモス!栃木SC』パーソナリティ） |                                                                          |
| 5      | 4月30日  | 小柳達司（当時ヴァンフォーレ甲府）                       |                                                                          |
| 6      | 5月7日   | 小松蓮（当時レノファ山口FC）                             |                                                                          |
| 7      | 5月14日  | 小林惇希☆（当時信越放送アナウンサー）                    |                                                                          |
| 8      | 5月21日  | 嶋田慎太郎                                               |                                                                          |
| 9      | 5月28日  | 山本義道（当時ジュビロ磐田）                             |                                                                          |
| 10     | 6月4日   | 松田陸                                                   |                                                                          |
| 11     | 6月10日  | 古谷崇洋☆（当時南海放送アナウンサー）                    |                                                                          |
| 12     | 6月17日  | 田代祐平◎□■※                                             |                                                                          |
| 13     | 6月24日  | 斉藤佑太☆（山形テレビアナウンサー）                      |                                                                          |
| 14     | 7月1日   | 沼田圭悟（当時FC琉球）                                   |                                                                          |
| 15     | 7月9日   | 宮崎幾笑（当時ファジアーノ岡山FC）                       |                                                                          |
| 16     | 7月16日  | 『サポーターが選ぶ前半戦MVPを発表』                      |                                                                          |
| 17     | 7月23日  | 斉藤光毅（ ロンメルSK）                                  |                                                                          |
| 18     | 7月30日  | 垣田裕暉（当時徳島ヴォルティス）                         |                                                                          |
| 19     | 8月6日   | 大平まさひこ                                             |                                                                          |
| 20     | 8月13日  | 渡邊泰基                                                 |                                                                          |
| 21     | 8月20日  | 大橋尚志                                                 |                                                                          |
| 22     | 8月27日  | 後藤雅明                                                 |                                                                          |
| 23     | 9月3日   | 藤村慶太                                                 |                                                                          |
| 24     | 9月10日  | 力安祥伍                                                 |                                                                          |
| 25     | 9月17日  | 田中パウロ淳一（当時松本山雅FC）                         |                                                                          |
| 26     | 9月24日  | 西川周吾◎☆                                               |                                                                          |
| 27     | 10月1日  | 諸江健太◎                                                |                                                                          |
| 28     | 10月8日  | 馬渡和彰（当時大宮アルディージャ）                       |                                                                          |
| 29     | 10月15日 | 我那覇和樹（当時福井ユナイテッドFC）                     |                                                                          |
| 30     | 10月22日 | 清原翔平（当時SC相模原）                                 |                                                                          |
| 31     | 10月29日 | 平松昇                                                   |                                                                          |
| 32     | 11月5日  | 辻尾真二※                                                |                                                                          |
| 33     | 11月12日 | 大谷駿斗◎▽◆                                              |                                                                          |
| 34     | 11月19日 | 豊田陽平◎□（当時栃木SC）                                 |                                                                          |
| 35     | 11月26日 | 加藤陸次樹（当時セレッソ大阪）                           |                                                                          |
| 36     | 12月3日  | 作田裕次◎□（星稜高校出身）                               |                                                                          |
| 37     | 12月10日 | 廣井友信                                                 |                                                                          |
| 38     | 12月17日 | 加藤裕☆                                                  |                                                                          |
| 39     | 12月24日 | 山崎雅人（大分トリニータアカデミースタッフ）             |                                                                          |
| 年末SP | 12月31日 | 『2021年総決算スペシャル』                               | 番組開始以来初めて『拡大スペシャル』として16:05から16:35まで30分枠で放送 |

| 2022年 | 2022年   | 2022年                                                       | 2022年                                                                   | 2022年 |
| 回     | 放送日   | 牛田のモー気になる                                           | 備考                                                                     |        |
| ------ | -------- | ------------------------------------------------------------ | ------------------------------------------------------------------------ | ------ |
| 40     | 1月7日   | 山本義道（当時ジュビロ磐田）                                 |                                                                          |        |
| 41     | 1月14日  | 谷口遼弥○◎☆（ バレスティア・カルサFC）                       |                                                                          |        |
| 42     | 1月21日  | 富田康仁▲                                                    |                                                                          |        |
| 43     | 1月28日  | 金子昌広（奈良クラブ）                                       |                                                                          |        |
| 44     | 2月4日   | 毛利駿也／須藤直輝                                           |                                                                          |        |
| 45     | 2月11日  | 林誠道                                                       |                                                                          |        |
| 46     | 2月18日  | 松本大輔                                                     |                                                                          |        |
| 47     | 2月25日  | 山根永遠（当時ザスパクサツ群馬）                             |                                                                          |        |
| 48     | 3月4日   | 松本大弥                                                     |                                                                          |        |
| 49     | 3月11日  | 鈴木大輔◎□（ジェフユナイテッド市原・千葉、星稜高校出身）     |                                                                          |        |
| 50     | 3月18日  | 長峰祐斗                                                     |                                                                          |        |
| 51     | 3月25日  | 小野原和哉                                                   |                                                                          |        |
| 52     | 4月1日   | 太田康介                                                     |                                                                          |        |
| 53     | 4月8日   | 山藤健太                                                     |                                                                          |        |
| 54     | 4月15日  | 白井裕人                                                     |                                                                          |        |
| 55     | 4月22日  | 中美慶哉                                                     |                                                                          |        |
| 56     | 4月29日  | 安英学（サッカー元北朝鮮代表）                               |                                                                          |        |
| 57     | 5月6日   | 橋本晃司◎□（鈴鹿ポイントゲッターズ）                         |                                                                          |        |
| 58     | 5月13日  | 阿渡真也（ヴェロスクロノス都農）                             |                                                                          |        |
| 59     | 5月20日  | 加藤大樹（モンテディオ山形）                                 |                                                                          |        |
| 60     | 5月27日  | 秋田豊（当時いわてグルージャ盛岡監督）                       |                                                                          |        |
| 61     | 6月3日   | 加戸英佳☆（フリーアナウンサー）                              |                                                                          |        |
| 62     | 6月10日  | 越智亮介（FC.AWJ）                                           |                                                                          |        |
| 63     | 6月17日  | 本塚聖也▲（BTOP北海道）                                      | 『サポーターが選ぶ前半戦MVPを発表』をこの回で放送                        |        |
| 64     | 6月24日  | 横野純貴（北海道十勝スカイアース）                           |                                                                          |        |
| 65     | 7月1日   | 佐藤洸一（当時ヴィアティン三重）                             |                                                                          |        |
| 66     | 7月8日   | 木村龍朗                                                     |                                                                          |        |
| 67     | 7月15日  | 長谷川巧（アルビレックス新潟）                               |                                                                          |        |
| 68     | 7月22日  | 梅鉢貴秀（当時SC相模原）                                     |                                                                          |        |
| 69     | 7月29日  | 杉浦恭平                                                     |                                                                          |        |
| 70     | 8月5日   | 黒木謙吾                                                     |                                                                          |        |
| 71     | 8月12日  | 孫大河                                                       |                                                                          |        |
| 72     | 8月19日  | 大石竜平                                                     |                                                                          |        |
| 73     | 8月26日  | 小椋祥平☆（サッカー解説者）                                  |                                                                          |        |
| 74     | 9月2日   | 大橋基史（鹿島アントラーズつくばジュニアユースコーチ）       |                                                                          |        |
| 75     | 9月9日   | 熊谷アンドリュー（当時ジェフユナイテッド市原・千葉）         | 番組スポンサー記念として『225BAR』店長とのインタビュー形式をこの回で放送 |        |
| 76     | 9月16日  | 増田忠俊☆（サッカー解説者）                                  |                                                                          |        |
| 77     | 9月23日  | 三浦基瑛◎β                                                   |                                                                          |        |
| 78     | 9月30日  | 新木智也※                                                    |                                                                          |        |
| 79     | 10月7日  | 大野哲◎（サポーター集団『Z-BLITZ』元コールリーダー・実業家） |                                                                          |        |
| 80     | 10月14日 | 戸川健太☆（サッカー解説者）                                  |                                                                          |        |
| 81     | 10月21日 | 瀬沼優司（当時栃木SC）                                       |                                                                          |        |
| 82     | 10月28日 | 野田紘史                                                     |                                                                          |        |
| 83     | 11月4日  | 佐々木則夫（元サッカー日本女子代表監督）                     |                                                                          |        |
| 84     | 11月11日 | 木村太陽○◎□（TikToker・会社員）                              |                                                                          |        |
| 85     | 11月18日 | 吉川翔梧◇                                                    |                                                                          |        |
| 86     | 11月25日 | 赤星貴文（岳南Fモスペリオ）                                  |                                                                          |        |
| 87     | 12月2日  | 鄭大世（サッカー元🇰🇵代表）                                   |                                                                          |        |
| 88     | 12月9日  | 香城洋平◎□※                                                  |                                                                          |        |
| 89     | 12月16日 | 石館靖樹※                                                    |                                                                          |        |
| 90     | 12月23日 | 松原良香（当時いわてグルージャ盛岡監督）                     |                                                                          |        |
| 91     | 12月30日 | 古部健太（ヴェロスクロノス都農事業担当兼スカウト補佐）       | この年の年内最終週は放送枠を拡大せず通常通りの枠で放送                   |        |

| 2023年 | 2023年   | 2023年                                                | 2023年                                                                                     |
| 回     | 放送日   | 牛田のモー気になる                                    | 備考                                                                                       |
| ------ | -------- | ----------------------------------------------------- | ------------------------------------------------------------------------------------------ |
| 92     | 1月6日   | 廣井友信※                                             |                                                                                            |
| 93     | 1月13日  | 田路耀介（ラインメール青森FC）                        |                                                                                            |
| 94     | 1月20日  | 田村直也☆（サッカー解説者）                           |                                                                                            |
| 95     | 1月27日  | 飯尾和也☆（サッカー解説者）                           |                                                                                            |
| 96     | 2月3日   | 斎藤陽介                                              |                                                                                            |
| 97     | 2月10日  | 村田亘◎（スポーツライター）                           | 2月10日・17日と2週に渡って『宮崎キャンプ2023レポート』を放送                               |
| 98     | 2月17日  | 佐藤寿人（サッカー解説者）                            | 1月29日に『mark sports community』（野々市市）で行われたトークショーの一部を再編集して放送 |
| 99     | 2月24日  | 加藤潤也                                              |                                                                                            |
| 100    | 3月3日   | 西川圭史※                                             |                                                                                            |
| 101    | 3月10日  | 井上竜太                                              |                                                                                            |
| 102    | 3月17日  | 中島浩司☆（サッカー解説者）                           |                                                                                            |
| 103    | 3月24日  | レオ・バイーア                                        |                                                                                            |
| 104    | 3月31日  | 櫻井風我                                              |                                                                                            |
| 105    | 4月7日   | 坪井慶介☆（サッカー解説者）                           |                                                                                            |
| 106    | 4月14日  | 原一樹☆（サッカー解説者）                             |                                                                                            |
| 107    | 4月21日  | 中野小次郎                                            |                                                                                            |
| 108    | 4月28日  | 横山暁之▲（当時藤枝MYFC）                             |                                                                                            |
| 109    | 5月12日  | 徳武正之（FCマルヤス岡崎）                            |                                                                                            |
| 110    | 5月19日  | 古田寛幸                                              |                                                                                            |
| 111    | 5月26日  | 大槻優平                                              |                                                                                            |
| 112    | 6月2日   | 秋葉勝（モンテディオ山形ジュニアユース村山コーチ）    |                                                                                            |
| 113    | 6月9日   | 小島雅也                                              |                                                                                            |
| 114    | 6月16日  | 田中俊也◎□                                            |                                                                                            |
| 115    | 6月23日  | 前田悠佑☆（V・ファーレン長崎普及インストラクター）    |                                                                                            |
| 116    | 6月30日  | 石原崇兆                                              |                                                                                            |
| 117    | 7月7日   | 保崎淳                                                |                                                                                            |
| 118    | 7月14日  | 中山仁斗（ベガルタ仙台）                              |                                                                                            |
| 119    | 7月21日  | 菅原康太（UNITED IZU PENINSULA）                      |                                                                                            |
| 120    | 7月28日  | 梶浦勇輝                                              |                                                                                            |
| 121    | 8月4日   | 野々村芳和（Jリーグチェアマン）                       |                                                                                            |
| 122    | 8月11日  | 野々村芳和（Jリーグチェアマン）                       |                                                                                            |
| 123    | 8月18日  | 片山奨典☆                                             |                                                                                            |
| 124    | 8月25日  | 山本茜※                                               |                                                                                            |
| 125    | 9月1日   | 中願寺香織☆（フリーアナウンサー）                     |                                                                                            |
| 126    | 9月8日   | 真野涼輔●♪（サポーター集団『Z-BLITZ』コールリーダー） |                                                                                            |
| 127    | 9月15日  | 木村勇大                                              |                                                                                            |
| 128    | 9月22日  | 吉川拓也                                              |                                                                                            |
| 129    | 9月29日  | 山本義道                                              |                                                                                            |
| 130    | 10月6日  | 吉田謙（ブラウブリッツ秋田監督）                      |                                                                                            |
| 131    | 10月13日 | 久保竜彦                                              |                                                                                            |
| 132    | 10月20日 | 廣井友信※                                             |                                                                                            |
| 133    | 10月27日 | 権東勇介（浦和レッズジュニアコーチ兼スカウト）        |                                                                                            |
| 134    | 11月3日  | 森下仁之（北海道コンサドーレ札幌U-18コーチ）          |                                                                                            |
| 135    | 11月10日 | 佐々木達也（城西大学サッカー部部長）                  |                                                                                            |
| 136    | 11月17日 | 鎌田裕介※                                             |                                                                                            |
| 137    | 11月24日 | 平田健◎♪（平田道路株式会社社長）                      |                                                                                            |
| 138    | 12月1日  | 大石竜平                                              |                                                                                            |
| 139    | 12月8日  | 嶋田慎太郎                                            |                                                                                            |
| 140    | 12月15日 | 加藤潤也                                              |                                                                                            |
| 141    | 12月22日 | 梶浦勇輝                                              |                                                                                            |
| 142    | 12月29日 | 中野小次郎                                            |                                                                                            |

| 2024年 | 2024年   | 2024年                                                  | 2024年 |
| 回     | 放送日   | 牛田のモー気になる                                      | 備考 |
| ------ | -------- | ------------------------------------------------------- | --- |
| 143    | 1月4日   | 小野原和哉                                              | |
| 144    | 1月11日  | 奈良安剛（関東学院大学サッカー部監督）                  | |
| 145    | 1月18日  | 新体制発表会見リポート                                  | |
| 146    | 1月25日  | 嶺岸佳介（ベガルタ仙台スクールコーチ）                  | |
| 147    | 2月1日   | 畑尾大翔                                                | |
| 148    | 2月8日   | 村田亘◎                                                 | |
| 149    | 2月15日  | 『宮崎キャンプ2024レポート』                            | |
| 150    | 2月22日  | 「金沢スタジアムオープニングマッチリポート」            | |
| 151    | 2月29日  | 服部年宏（当時FC今治監督）                              | |
| 152    | 3月7日   | 星野有亮                                                | |
| 153    | 3月14日  | 阪本翔一朗                                              | |
| 154    | 3月21日  | 沖崎颯○◎                                                | |
| 155    | 3月28日  | 南雄太☆（サッカー解説者）                               | |
| 156    | 4月4日   | 西谷優希                                                | |
| 157    | 4月11日  | 小島潔                                                  | |
| 158    | 4月18日  | 駒野友一（サンフレッチェ広島アカデミー普及部コーチ）    | |
| 159    | 4月25日  | 田中隼磨                                                | |
| 160    | 5月2日   | 大山啓輔                                                | |
| 161    | 5月9日   | 石川直宏（FC東京クラブコミュニケーター）                | |
| 162    | 5月16日  | 塚元大                                                  | |
| 163    | 5月23日  | 土信田悠生                                              | |
| 164    | 5月30日  | 五十嵐ラファエル※                                       | 番組冒頭に5月26日に金沢スタジアムで行われたサッカー教室に参加した🇯🇵板倉滉（🇩🇪ボルシア・メンヒェングラートバッハ）のインタビューを放送                        |
| 165    | 6月6日   | 橋本英郎☆                                               | |
| 166    | 6月13日  | カレン・ロバート                                        | |
| 167    | 6月20日  | 高塩隼生                                                | 番組冒頭に6月15日に金沢スタジアムで行われたサッカー教室に参加した🇯🇵遠藤航（🏴󠁧󠁢󠁥󠁮󠁧󠁿リバプールFC）・チェイス・アンリ（🇩🇪VfBシュトゥットガルト）のインタビューを放送 |
| 168    | 6月27日  | 広庭輝                                                  | |
| 169    | 7月4日   | 寺内良太◎（エスポワール白山代表取締役）                 | |
| 170    | 7月11日  | 畠山健介（ラグビー元日本代表）                          | 番組冒頭に2020シーズンに在籍し7月6日にツエーゲンの対戦相手として迎えた杉井颯（AC長野パルセイロ）の試合後インタビューを放送                                   |
| 171    | 7月18日  | 北川ひかる◎（INAC神戸レオネッサ、サッカー女子日本代表） | |
| 172    | 7月25日  | 坐間妙子☆（フリーアナウンサー、元MROアナウンサー）      | |
| 173    | 8月1日   | 山ノ井拓己                                              | |
| 174    | 8月8日   | 可児壮隆（アローレ八王子）                              | |
| 175    | 8月15日  | 熊谷アンドリュー                                        | |
| 176    | 8月22日  | 阿部陽輔                                                | |
| 177    | 8月29日  | 平智広                                                  | |
| 178    | 9月5日   | 波本頼◯◎                                                | |
| 179    | 9月12日  | 丹羽詩温（カマタマーレ讃岐）                            | |
| 180    | 9月19日  | 森泰次郎                                                | |
| 181    | 9月26日  | 田口裕也                                                | |
| 182    | 10月3日  | 山本茜※                                                 | |
| 183    | 10月10日 | 平山未夢☆（SBC信越放送アナウンサー）                    | |
| 184    | 10月17日 | 西谷和希                                                | |
| 185    | 10月24日 | 灰田さち◎＄※                                            | |
| 186    | 10月31日 | 高橋拓磨（フリーライター）                              | |
| 187    | 11月7日  | 寺田周平（福島ユナイテッド監督）                        | |
| 188    | 11月14日 | 真野涼輔●♪                                              | |
| 189    | 11月21日 | いちせゆう♪                                             | |
| 190    | 11月28日 | 山ノ井拓己ファミリー                                    | |
| 191    | 12月5日  | 山本義道                                                | |
| 192    | 12月12日 | 井上竜太                                                | |
| 193    | 12月19日 | 大山啓輔                                                | |
| 194    | 12月26日 | 田口裕也                                                | |

| 2025年 | 2025年  | 2025年                           | 2025年                                                                |
| 回     | 放送日  | 牛田のモー気になる               | 備考                                                                  |
| ------ | ------- | -------------------------------- | --------------------------------------------------------------------- |
| 195    | 1月2日  | 杉浦恭平                         |                                                                       |
| 196    | 1月9日  | 廣井友信※                        |                                                                       |
| 197    | 1月16日 | パトリック                       |                                                                       |
| 198    | 1月23日 | 大澤朋也                         |                                                                       |
| 199    | 1月30日 | 『宮崎キャンプ2025リポート』     | 2週に渡ってインタビューを放送                                         |
| 200    | 2月6日  | 『宮崎キャンプ2025リポート』     | 2週に渡ってインタビューを放送                                         |
| 201    | 2月13日 | 和田昌裕※                        |                                                                       |
| 202    | 2月20日 | 坪井慶介☆                        |                                                                       |
| 203    | 2月27日 | 松本大輔                         |                                                                       |
| 204    | 3月6日  | 四宮悠成                         |                                                                       |
| 205    | 3月13日 | 久世良輔(FC岐阜スタジアムDJ)     |                                                                       |
| 206    | 3月20日 | KENTA♪(Youtuber)                 |                                                                       |
| 207    | 3月27日 | 村田迅▲                          |                                                                       |
| 208    | 4月3日  | 山ノ井拓巳                       |                                                                       |
| 209    | 4月10日 | MCタイキ(奈良クラブスタジアムDJ) |                                                                       |
| 210    | 4月17日 | 菅和範(サッカー解説者)           |                                                                       |
| 211    | 4月24日 | 加藤裕☆                          |                                                                       |
| 212    | 5月1日  | 廣井友信※                        |                                                                       |
| 213    | 5月8日  | 長倉颯                           |                                                                       |
| 214    | 5月15日 | フェリペ・パトリック◯            | インタビューの一部は同日放送されたAtta(MROテレビ)の内容をそのまま放送 |
| 215    | 5月22日 | 大平まさひこ                     |                                                                       |
| 216    | 5月29日 | 山ノ井拓巳・嶋田慎太郎           |                                                                       |
| 217    | 6月5日  | 西川周吾▲                        |                                                                       |
| 218    | 6月12日 | 山口あや(栃木シティスタジアムDJ) |                                                                       |
| 219    | 6月19日 | 佐々木達也                       |                                                                       |
| 220    | 6月26日 | 辻尾依玲奈                       |                                                                       |
| 221    | 7月3日  | 宮崎海冬                         |                                                                       |
| 222    | 7月10日 | 小島雅也                         |                                                                       |
| 223    | 7月17日 | 中谷進之介(ガンバ大阪)           |                                                                       |
| 224    | 7月24日 | 真野涼輔●♪                       |                                                                       |
| 225    | 7月31日 | 安柄俊                           |                                                                       |
| 226    | 8月7日  | 久保賢也                         |                                                                       |
| 227    | 8月14日 | 畑尾大翔                         |                                                                       |